# Loteamento
Loteamento é a divisão de uma gleba pública ou particular em um conjunto de lotes destinados a edificação, com abertura de vias e logradouros. Denomina-se também como loteamento o local onde ocorreu esta divisão. O responsável pela criação de um loteamento é o loteador, que pode ser um órgão público, uma cooperativa, uma empresa privada ou até mesmo um cidadão comum. Independentemente de quem for o loteador, a venda de terrenos somente poderá ocorrer após aprovação do projeto do novo loteamento pela autoridade pública. 

## Implementação
Para ser implementado, um loteamento precisa ter seu projeto aprovado pela autoridade pública. O projeto deve obter licença ambiental, ter estudo de geotecnia do solo e adequação à legislação de cada cidade. Também deve considerar a topografia do terreno, as áreas institucionais, as vias de aceso, a rede de drenagem fluvial e as instalações para saneamento básico, eletricidade e telefonia. Os custos e a construção da infraestrutura básica de um loteamento cabem ao loteador. 